# Embalse Shapsug
El embalse Shapsug o embalse Shapsúgskoye (del ruso: Шапсугское водохранилище) es un embalse situado en el extremo noroccidental de la república de Adiguesia, en el sur de Rusia.
Fue construido entre 1939 y 1952 con la intención de regular el flujo de caudal que llegaba al río Kubán durante las crecidas invernales del río Afips y de realizar un uso más económico de los recursos hídricos al servicio de las diversas ramas de la agricultura -principalmente los arrozales- y la industria en la región. Está situado en el área de crecida de la orilla izquierda del Kubán, ocupando parte de la desembocadura del río Afips en el anterior, zona que era conocida como juncal Shapsug (que proviene del nombre de una subetnia adigué, la shapsug, en cuyas tierras ancestrales se hallaría el embalse). Juntamente con el embalse Tshchik, que ocupada la parte nororiental del actual embalse de Krasnodar, tenían una capacidad de 520 millones de metros cúbicos de agua, lo que las convertía en una parte muy importante del sistema de irrigación de la región al norte del Cáucaso. El uso de pesticidas y fertilizantes contaminó mucho sus aguas por lo que aparecieron peces muertos, fenómeno que también se ha podido observar en el embalse de Krasnodar y en el de embalse de Kriukov, en el que desemboca el Río Il.
De forma circular, alargada por una pequeña bahía en la orilla sudoeste, tiene un área de 46 km², con 9 km de longitud y 8 km de anchura, y una profundidad media de 3.5 m. 
Tres kilómetros al este del embalse comienzan los suburbios de la ciudad de Krasnodar. En sus orillas se hallan las localidades de Jomuty (nordeste), Druzhni (este), Afipsip, Kubanstrói (ambos al noroeste) y Novobzhegokái (sur).
Tras un periodo de desactivación debido a la fuerte sedimentación en su fondo, en el año 2007 se inició la reconstrucción del embalse, con un presupuesto de 1.8 billones de rublos, que debía durar hasta 2013, aunque los plazos se han prolongado hasta 2015.